# Lovellona atramentosa
Lovellona atramentosa é uma espécie de gastrópode do gênero Lovellona, pertencente a família Mitromorphidae.